# Treculia africana
Treculia africana là một loài thực vật có hoa trong họ Moraceae. Loài này được Decne. ex Trécul miêu tả khoa học đầu tiên năm 1847.

## Hình ảnh

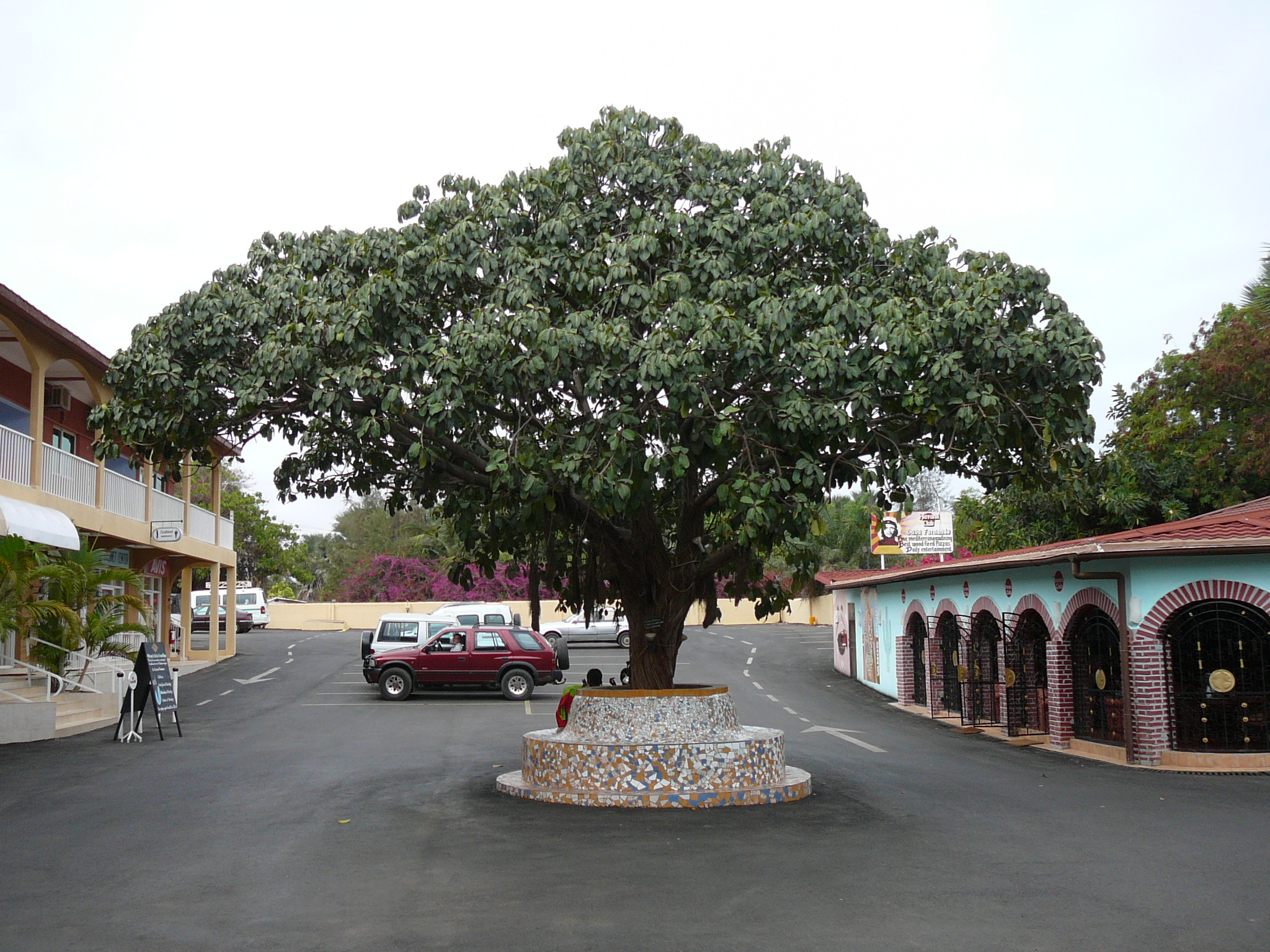